# Соколівська сільська рада (Березівський район)
Соколівська сільська́ ра́да (біл. Сакалоўскі сельсавет) — адміністративно-територіальна одиниця у складі Березівського району Берестейської області Білорусі. Адміністративний центр — село Соколово.

## Склад
Населені пункти, що підпорядковувалися сільській раді станом на 2009 рік:
| Населений пункт | Тип  | Населення, осіб (2009) |
| --------------- | ---- | ---------------------- |
| Бронна Гора     | село | 773                    |
| Огородники      | село | 298                    |
| Річиця          | село | 254                    |
| Смолярка        | село | 33                     |
| Соколово        | село | 678                    |

## Населення
За переписом населення Білорусі 2009 року чисельність населення сільської ради становила 2036 осіб.

### Національність
Розподіл населення за рідною національністю за даними перепису 2009 року:
| Національність            | Осіб | Відсоток |
| ------------------------- | ---- | -------- |
| білоруси                  | 1885 | 92,58 %  |
| росіяни                   | 106  | 5,21 %   |
| українці                  | 30   | 1,47 %   |
| поляки                    | 11   | 0,54 %   |
| цигани                    | 2    | 0,10 %   |
| молдовани                 | 1    | 0,05 %   |
| національність не вказана | 1    | 0,05 %   |
| Разом                     | 2036 | 100 %    |